# География Джибути

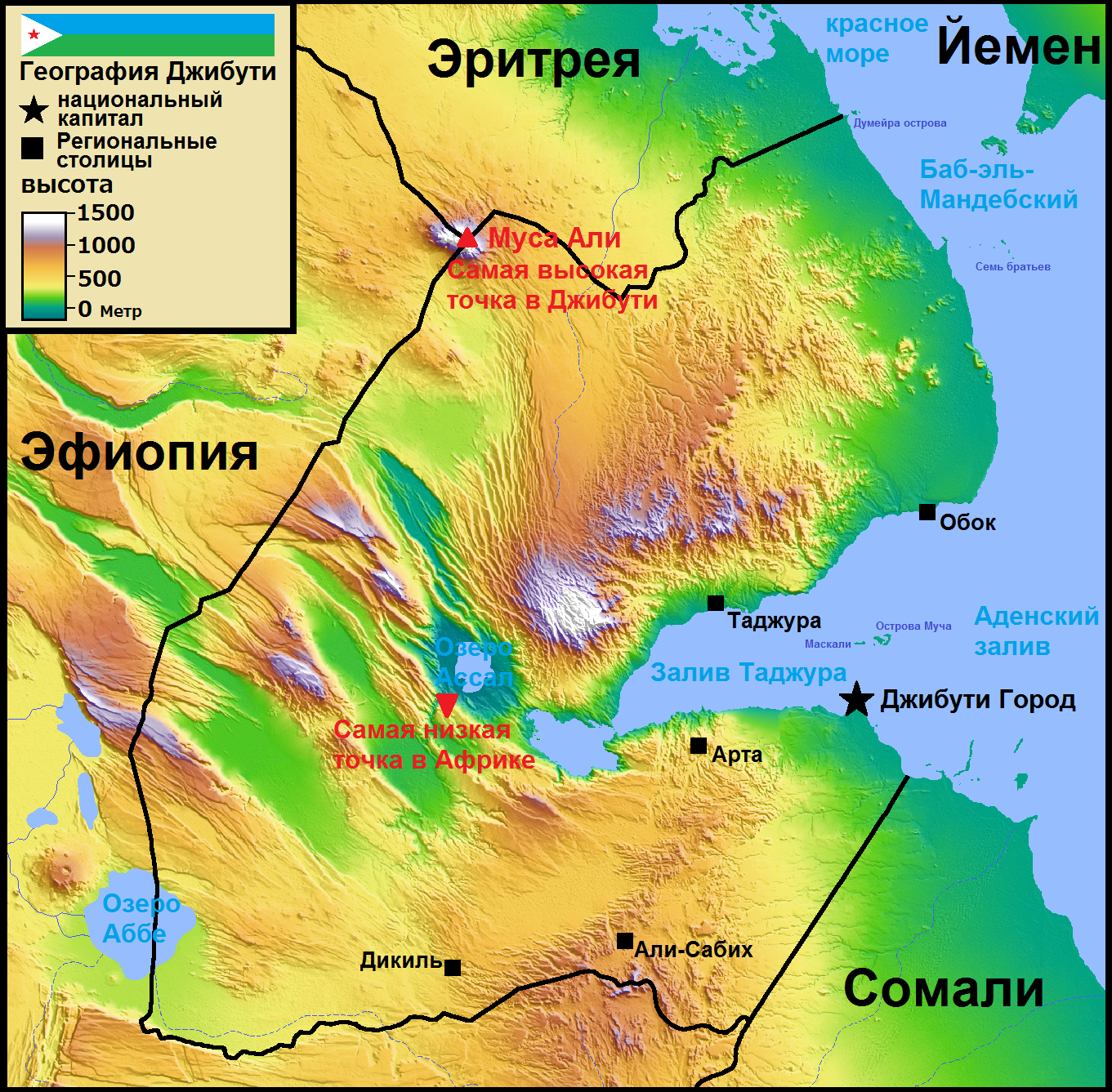
Карта Джибути

Джибути — государство на северо-востоке Африки в районе Африканского Рога. Граничит с Эфиопией, Эритреей и Сомали. Крупными городами являются столица — Джибути и города: Таджура, Обок, Али-Сабье и Дихил.
Занимает площадь 23 200 км².
Общая длина государственной границы составляет — 508 км, с Эритреей — 113 км, с Эфиопией — 337 км и с Сомали — 58 км.
Береговая линия страны: 314 км. Омывается водами бассейна Индийского океана (Аденский залив, Таджурский залив, Баб-эль-Мандебский пролив).
Самая высокая точка — гора Мусса-Али (Moussa Ali) — 2028 м.
Климат тропический, пустынный, знойный и сухой.

## Природа
Рельеф

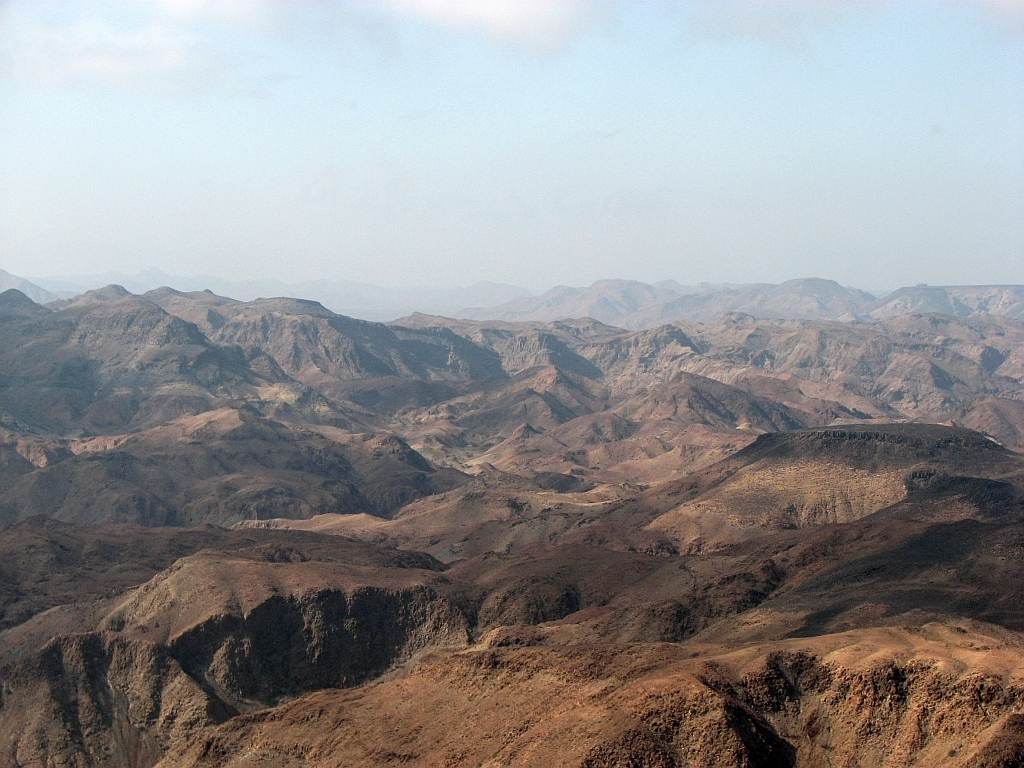
Горная местность недалеко от Али-Сабье

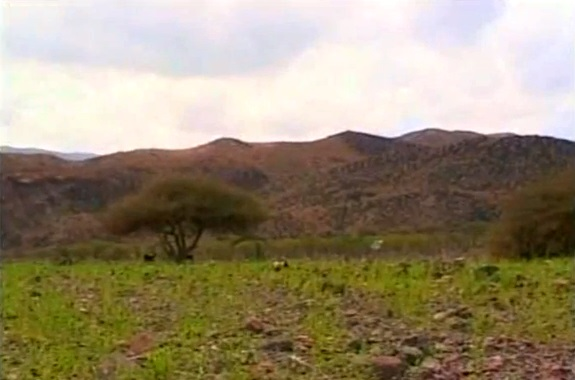
типичный ландшафт

Горные массивы чередуются с лавовыми плато, с конусами потухших вулканов. В Великой рифтовой долине находится фумарольное поле Боина. Центральную часть страны занимают каменистые, песчаные или глинистые равнины, наиболее пониженные участки которых занимают солёные озёра.
Полезные ископаемые
Недра страны содержат запасы известняка, перлита.
Климат
В стране пустынный тропический, жаркий и сухой климат: средняя январская температура +26 °С, средняя июльская температура +36 °С. Осадков выпадает крайне мало — от 45 до 130 мм в год.
Внутренние воды
Постоянных рек нет.
Растительность
Растительный покров — пустынный или полупустынный. Травяной покров сильно разрежен. На отдельных горных вершинах и склонах — редкие леса из можжевельников, оливковых деревьев и акаций. В оазисах — пальмы (дум, финиковая).
Животный мир
Животный мир беден. Вокруг оазисов встречаются антилопы, гиены, шакалы; в лесах — обезьяны. Много пресмыкающихся, насекомых. Прибрежные воды богаты рыбой.